# Porseh Sū-ye Pā'īn
Porseh Sū-ye Pā'īn (persiska: Porseh Sū-ye Pā’īn, Porseh Sū-ye Soflá, پرسه سوی پائين) är en ort i Iran.   Den ligger i provinsen Nordkhorasan, i den nordöstra delen av landet, 600 km nordost om huvudstaden Teheran. Porseh Sū-ye Pā'īn ligger 1 079 meter över havet och antalet invånare är 339.
Terrängen runt Porseh Sū-ye Pā'īn är huvudsakligen kuperad, men åt sydost är den platt. Porseh Sū-ye Pā'īn ligger nere i en dal. Runt Porseh Sū-ye Pā'īn är det ganska glesbefolkat, med 27 invånare per kvadratkilometer. Närmaste större samhälle är Taklah Qūz, 11,4 km öster om Porseh Sū-ye Pā'īn. Trakten runt Porseh Sū-ye Pā'īn består i huvudsak av gräsmarker.